# Зана
Зана је српска поп-рок и нови талас група из Београда, успешна током 1980-их у бившој Југославији. Групу данас сачињавају певачица Јелена Живановић и клавијатуриста Зоран Живановић.

## Почеци
Клавијатуриста Зоран Живановић и гитариста Радован Јовићевић почињу свој заједнички рад 1976. године у оквиру гимназијских група, када су под именом "Султан" свирали на игранци у основној школи Свети Сава. Радован је довео своју девојку Зану Нимани и она је тада по први пут наступила са њима. Убрзо добијају термин за снимање у студију VI Радио Београда и тамо се упознају са Марином Туцаковић. Марина се заинтересовала за групу и ускоро је постала не само њихов текстописац већ и стални члан.
Под именом Зана делују од 1979. године а групу чине поред наведених и гитариста Игор Јовановић, басиста Богдан Драговић и бубњар Александар Иванов. Будући да их одбијају у ПГП РТБ-у, почетком јесени 1980. године за Југотон објављују први сингл са песмом "Наставнице" који убрзо постаје хит. На плочи гостује дечји хор а повремено са њима ради саксофониста и алтернативни музичар Пол Пињон (Паул Пигнон). Београдској публици се први пут представљају новембра 1980. године у хали Пионир где наступају као предгрупа Генерацији 5. На следећем синглу се појављују песме "Мој деда" и "Пепито панталоне".
Од Југотона Зана тражи неограничено студијско време за снимање албума Деби. Пошто су их одбили, прелазе у ПГП РТБ за који маја 1981. године објављују сингл са тематском песмом „Лето“. Будући да је и тај сингл добро прошао на тржишту, Југотон пристаје на њихове услове и албум "Лоше вести уз реге за пивску флашу" раде у студију VI. Сниматељ је Раде Ерцеговац а аутори и продуценти Радован, Зоран и Марина. Иначе, од тог периода Зоран Живановић се потписује само као Кикамац. Деби ЛП наилази на добар пријем и доноси песме "Јутро ме подсећа на то", "Он", "Мишеви бели целу ноћ" и "Лоше Вести" (са измењеним текстом Јер су у Југотону забранили оригинал). Албум промовишу солистичким концертом у Дадову, наступају на добротворној свирци у Сарајеву, као предгрупа Бијелом дугмету, децембарску турнеју по Србији мини прекида одлазак у војску Александра Иванова на чије место долази Павле Николић.

## Популарност
Група је постигла популарност широм бивше Југославије са другим албумом „Додирни ми колена“ који су издали за Југотон. 1982. Са овим албумом група се пребацила на више поп звук. Међутим, извесни трагови њихове претходне фазе су били очигледни и на овој плочи. Албум је снимљен у Торсбију, Шведска, између 20. маја и 25. јуна 1982, а поставу су чинили: певачица Зана Нимани, клавијатуриста Зоран Живановић, гитаристи Радован Јовићевић и Игор Јовановић, басиста и пратећи вокал Богдан Драговић и бубњар Павле Николић.
Године 1983, су објавили трећи албум „Натраг на воз“, на којој се налазиле песме „Мајстор за пољупце“ и балада „Јабуке и вино“, дует Зане Нимани и тадашњег члана Бијелог дугмета Жељка Бебека.

## Соло каријера Зане Нимани
Зана Нимани је 1985. напустила групу и започела успешну соло каријеру. Године 1986., је објавила соло албум „Ноћас певам само теби“.
Године 1984., Зана Нимани се прикључила групи Дивљи Анђели. Резултат те сарадње је макси-сингл под називом „Тотални контакт“, у издању ПГП РТБ.

## Зана без Зане
Упркос Занином одласку, група је наставила да ради под истим именом са новом певачицом Наташом Гајовић (1985—1988), која је певала на албумима „Црвене лале“ (ПГП РТБ, 1985), „Откинимо ноћас заједно“ (ПГП РТБ, 1987) и „Влак“ (Дискотон, 1987) са гостима као што су Младен Војичић Тифа и Лаза Ристовски из Бијелог дугмета. Уз долазак нове певачице, група је променила свој стил ка комерцијалнијој поп музици. Из овог периода се издвајају песме „Вејте снегови“ и „Оженићеш се ти“. Наташа Живковић (1989—1990) је заменила Гајовићку и певала је на албуму „Миш“ (Дискотон, 1989). Осим Живковићке у групу су дошли Саша Ал Хамед (бубњар екс. Дивљи Анђели) и Зоран Јакшић (басиста). На албуму се нашао хит „Рукују се, рукују“. Гост на овом албуму је била српска попфолк и касније турбофолк звезда Драгана Мирковић.
Садашња певачица Јелена Галонић се придружила групи 1990. Са њом је група објавила албуме: „Нисам, нисам“ (1991), „Тражим“ (ПГП РТС 1993), „Заноманија“ (ПГП РТС, 1997), „Пријатељи“ (ПГП РТС, 1999), „21“ (Сити рекордс, 2001).
Оснивач групе Радован Јовићевић је напустио групу 1999. и преселио се у Сједињене Државе. Група је 2006. објавила албум „Као некад“ на ком су се нашли ремикси старијих хитова „Додирни ми колена“ и „Вејте снегови“.
Крајем децембра 2022. године, издали су бокс сет од 15 дискова.

## Фестивали

### Београдско пролеће
- Лето (вече поп - рок музике), '81

### МЕСАМ
- Да ли чујеш, да ли осећаш, '86
- Рукују се, рукују, '89, прва награда жирија и трећа награда публике

### Сунчане скале,Херцег Нови
- Пети дан, 2001
- Резервација, 2003
- Буди фер (са ОК бендом), 2004
- Ајде мајсторе, 2010

### Пјесма Медитерана,Будва
- Ране моје, 2006

### Беовизија
- У живот коцкам се..., 2008

## Албуми

### Студијски албуми
1. Лоше вести уз реге за пивску флашу (1981; Југотон)
2. Додирни ми колена (1982; Југотон)
3. Натраг на воз (1983; Југотон)
4. Зана (1985; ПГП РТБ)
5. Откинимо ноћас заједно (1987; ПГП РТБ)
6. Група Зана (1988; Дискотон)
7. Група Зана (1989; Дискотон)
8. Нисам, нисам... (1991; ПГП РТБ)
9. Тражим (1993, ПГП РТС)
10. Заноманија (1997; ПГП РТС)
11. Пријатељи (1999; ПГП РТС)
12. 21 (2001; Сити рекордс)
13. Као некад (2006; Сити рекордс)

### Компилације
1. Најлепше песме (1990; Дискотон)
2. Златни хитови 1980-1995 (1995; ПГП РТС)